# Oxysychus sphaerotrypesi
Oxysychus sphaerotrypesi är en stekelart som beskrevs av Yang 1996. Oxysychus sphaerotrypesi ingår i släktet Oxysychus och familjen puppglanssteklar. Inga underarter finns listade i Catalogue of Life.